# David von der Marwitz

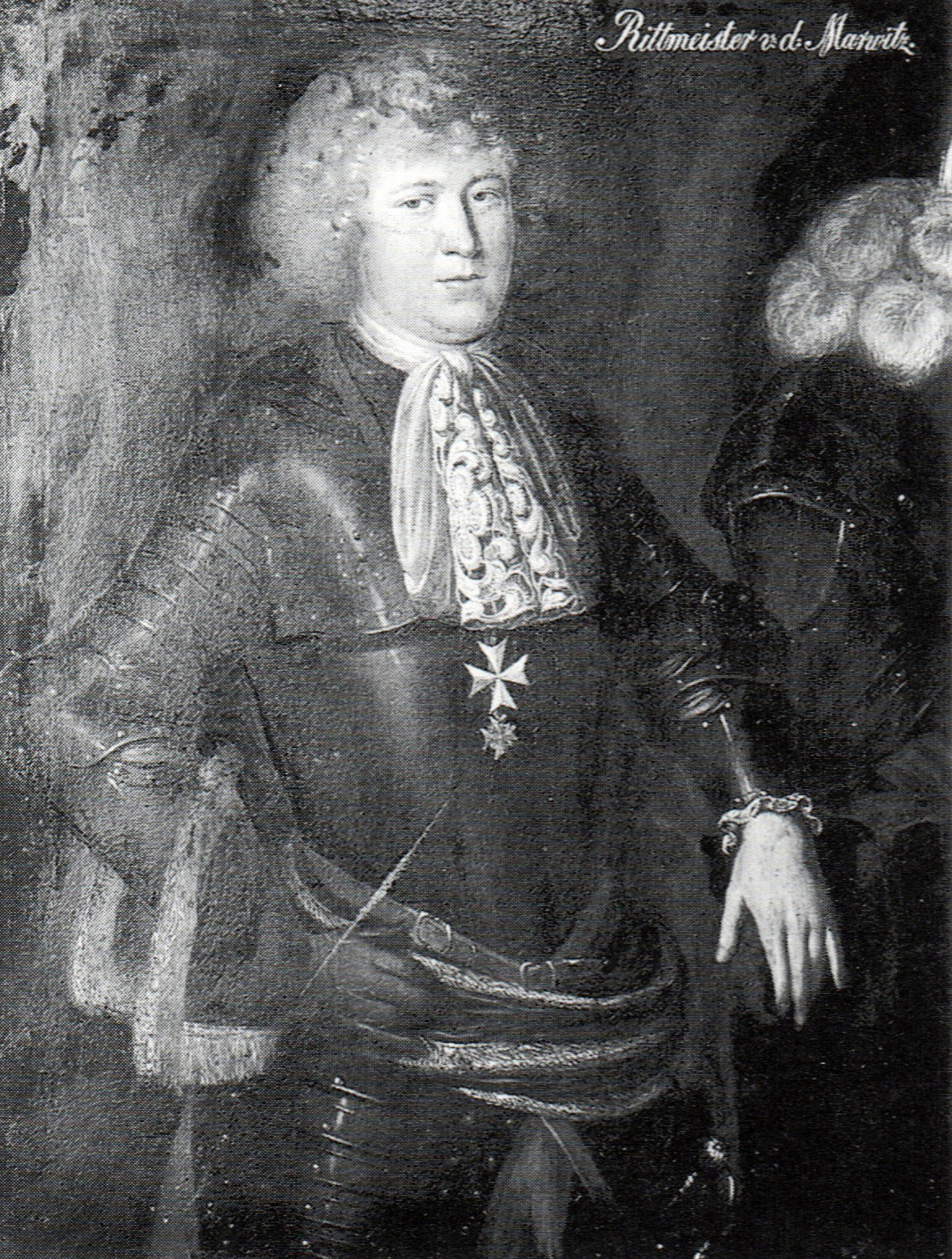
David von der Marwitz als Rittmeister, Ölgemälde von 1681.

David von der Marwitz (* 1649 in Bärfelde in der Neumark; † 1. Oktober 1707 in Driesen) war ein preußischer Generalmajor.

## Leben

### Herkunft
David entstammte dem brandenburgischen Adelsgeschlecht von der Marwitz. Er war der Sohn des gleichnamigen David von der Marwitz (* 26. September 1602; † 18. April 1672), Herr auf Bärfelde und Babbin sowie Schloßhauptmann zu Sonnenburg, und dessen Ehefrau Anna Sophie, geborene von Wulffen, verwitwete von Schapelow (* 24. Oktober 1617; † 18. April 1675). Sein Bruder Bernd von der Marwitz wurde ebenfalls Generalmajor.

### Militärkarriere
Marwitz stand in Brandenburgischen Diensten, wurde 1674 Leutnant und zeichnete sich im Jahr darauf in der Schlacht bei Fehrbellin gegen die Schweden aus. 1678 wurde er Rittmeister im Regiment „Derfflinger zu Pferde“. Als Oberstwachtmeister war Marwitz 1686 im Türkenkrieg und erwarb sich hierbei durch seine umsichtige Führung das Vertrauen des Kurfürsten Friedrich Wilhelm. Marwitz kam 1688 zum Regiment „Alt-Holstein“ und wurde dort am 18. September 1691 Oberst. Als solcher nahm er am Feldzug 1692/95 an der Belagerung von Huy teil. Am 14. März 1695 wurde er Chef des brandenburgischen Bataillons (bisheriges Regiment „Derfflinger zu Fuß“). Für seine Verdienste erhielt Marwitz am 18. Januar 1703 den Orden de la Générosité. Im gleichen Jahr erfolgte am 25. Mai 1703 seine Ernennung zum Kommandanten von Driesen. In dieser Stellung wurde Marwitz am 20. Dezember 1704 Generalmajor.

### Familie
Marwitz hatte sich am 20. Mai 1672 mit Anna Maria von Waldow aus dem Hause Gleißen-Mittenwalde († 20. Juli 1710) verheiratet.